# Brendon Dawson
Brendon Neil Dawson (Bulawayo, 2 de septiembre de 1967) es un ex–jugador zimbabuense de rugby que se desempeñaba como ala.

## Selección nacional
Fue convocado a los Welwitschias por primera vez en mayo de 1990 para enfrentar a los Éléphants, fue un jugador titular de su seleccionado y disputó su último partido en septiembre de 1998 ante los Welwitschias. Jugó 20 partidos y marcó tres tries para un total de 14 puntos (un try valía 4 puntos hasta 1992).
En 2007 fue nombrado entrenador de su seleccionado y se mantuvo en el cargo hasta 2015.

### Participaciones en Copas del Mundo
Solo disputó la Copa del Mundo de Inglaterra 1991 donde clasificó ganando el grupo África debido a que la participación de los Springboks estaba prohibida por su política de apartheid. En el mundial los Welwitschias perdieron todos los partidos y resultaron eliminados en la fase de grupos, por su parte Dawson jugó todos los partidos que disputó su seleccionado y le marcó un try al XV del Trébol.
| Mundial                       | Sede       | Resultado    | PJ | Tries |
| ----------------------------- | ---------- | ------------ | -- | ----- |
| Copa Mundial de Rugby de 1991 | Inglaterra | Primera fase | 3  | 1     |